# Műugrás az 1906. évi nyári olimpiai játékokon
Az 1906-os pánhellén olimpián műugrásban egy számban avattak olimpiai bajnokot.

## Éremtáblázat
A táblázatban a rendező ország csapata és a magyar csapat eltérő háttérszínnel, az egyes számoszlopok legmagasabb értéke, vagy értékei vastagítással kiemelve.
| Az 1906. évi nyári olimpiai játékok éremtáblázata műugrásban | Az 1906. évi nyári olimpiai játékok éremtáblázata műugrásban | Az 1906. évi nyári olimpiai játékok éremtáblázata műugrásban | Az 1906. évi nyári olimpiai játékok éremtáblázata műugrásban | Az 1906. évi nyári olimpiai játékok éremtáblázata műugrásban | Olimpia  |
| ------------------------------------------------------------ | ------------------------------------------------------------ | ------------------------------------------------------------ | ------------------------------------------------------------ | ------------------------------------------------------------ | -------- |
|                                                              | Ország                                                       | Arany                                                        | Ezüst                                                        | Bronz                                                        | Összesen |
| 1.                                                           | Németország (GER)                                            | 1                                                            | 1                                                            | 0                                                            | 2        |
|                                                              |                                                              |                                                              |                                                              |                                                              |          |
| 2.                                                           | Ausztria (AUT)                                               | 0                                                            | 0                                                            | 1                                                            | 1        |
|                                                              |                                                              |                                                              |                                                              |                                                              |          |
| Összesen                                                     | Összesen                                                     | 1                                                            | 1                                                            | 1                                                            | 3        |

## Érmesek
| Az 1906. évi nyári olimpiai játékok érmesei műugrásban |                                  |        |                                    |        |                                 |        |
| Versenyszám                                            | Arany                            | Arany  | Ezüst                              | Ezüst  | Bronz                           | Bronz  |
| Toronyugrás, 10 m                                      | Gettlob Walz · Németország (GER) | 156,00 | Georg Hoffmann · Németország (GER) | 150,20 | Otto Satzinger · Ausztria (AUT) | 147,40 |